# 小倉奈々
小倉 奈々（英文名：Nana Ogura、おぐら なな、1990年1月10日 - ）は、日本の元AV女優。
神奈川県出身。CLAPに所属していた。

## 来歴・人物
自ら現在の事務所に応募し、業界入り。岩戸志穂として着エロ作品に出演した のち、2010年7月にマックス・エー専属で「New Comer」でAVデビュー。キャッチフレーズは「現役保育士が衝撃AVデビュー」。
2012年4月から半年間限定でさとう遥希、加藤リナ、つぼみ、成瀬心美とともにスカパーアダルト応援隊『AIDL5』を結成した。このうち現在は引退した加藤とはプライベートでも仲が良かった。
2013年3月より1年間、イタリアに語学留学し、そのままイタリアから撮影の度に日本に帰国していた。
2014年5月30日公式ブログにて同年7月を以って引退する旨を掲載。引退後はイタリアに定住。
引退から約9年後の2023年12月18日週FANZA動画フロアランキングにて、ベスト盤である『MAX-Aダイアモンドセレクション THE LEGEND2 小倉奈々 オグナナのデビューからの軌跡を惜しみなくお届けスペシャルBEST ～フル尺1400分～』がウィークリー9位に急浮上した。

## 人物
着エロ時代は左胸にピアス、股間部分に「AMORE」のタトゥーを入れており、作風も過激な作品が話題となる。
AV転向以降はピアス跡やタトゥーはコンシーラーやシールで消しており、デビュー時には清純派。やがて痴女系女優として売り出され人気を得た。なお、芸名は当初顔が似ていると言われた榮倉奈々のオマージュ。
初体験は、中学2年の時に野球少年と公園の車いす用トイレであった。避妊を考えた結果、中学3年でアナルファックを経験。趣味は、ショッピング。特技は、ダイビング。

## 作品

### アダルトビデオ
2010年
- New Comer（7月9日、マックス・エー）
- MAX GIRLS 31（7月9日、マックス・エー）オムニバス
- MAX GIRLS 32（8月13日、マックス・エー）オムニバス
- Splash!止まらない潮吹き（8月13日、マックス・エー）
- MAX GIRLS 33（9月10日、マックス・エー）オムニバス
- 小倉奈々のアタマの先まで痺れる濃密なkissと性交（9月10日、マックス・エー）
- やっぱりエッチが大好きなんです（10月8日、マックス・エー）
- MAX GIRLS 34（10月8日、マックス・エー）オムニバス
- MAX GIRLS 35（11月12日、マックス・エー）オムニバス
- School days（11月26日、マックス・エー）Blu-ray 3D版
- MAX GIRLS 36（12月12日、マックス・エー）オムニバス
- フェチズム（2010年12月24日、マックス・エー）Blu-ray 3D版

2011年
- MAX GIRLS 37（1月14日、マックス・エー）オムニバス
- 赤裸々なカラダ（1月28日、マックス・エー）
- MAX GIRLS 38（2月11日、マックス・エー）オムニバス
- いつでもドコでも何回でも連続射精13連発!（2月25日、マックス・エー）Blu-ray 3D版
- 完全ノーカット!オグナナが男性を60分以内で絶対3回イカせます!（3月25日、マックス・エー）
- MAX GIRLS 39（4月8日、マックス・エー）オムニバス
- 制服痴漢バスin（4月22日、マックス・エー）
- ずっと見つめて感じ合う性交（5月27日、マックス・エー）
- MAX GIRLS40 （6月10日、マックス・エー）オムニバス
- 最強 BODY SEX（6月24日、マックス・エー）
- 可愛いオグナナの汁顔が見たい（7月22日、マックス・エー）
- MAX GIRLS41（8月12日、マックス・エー）オムニバス
- デビュー1周年記念10プレイ4時間!! こんなにエッチでごめんなさい（8月26日、マックス・エー）
- AVを見ようと思ったら店員が小倉奈々（9月23日、マックス・エー）
- MAX GIRLS42（10月14日、マックス・エー）オムニバス
- 部活少女（10月28日、マックス・エー）
- 絶対服従。 もしもオグナナが僕の部下だったら…（11月25日、マックス・エー）
- ロデオガール 下から突かれて限界まで3秒（12月23日、マックス・エー）

2012年
- Viking 8play 200分スペシャルコース!（1月27日、マックス・エー）
- 小麦色 BODY SEX（2月24日、マックス・エー）
- 即ズボ!そんな格好だとすぐヤラれちゃうよ!?（3月23日、マックス・エー）
- 暴走快感 汗だく本気セックス4本番（4月27日、マックス・エー）
- 小麦色BODY全開SEX 南の島でスプラッシュ!（5月25日、マックス・エー）
- デビュー2周年記念 SEX LOVEマシーン（6月22日、マックス・エー）
- 情熱SEX4本番（7月27日、マックス・エー）
- 見つめ合ったら燃え上がる高感度BODY（8月24日、マックス・エー）
- 8時間 黒髪最強BODY 潮吹き&ごっくん完全版（9月14日、マックス・エー）総集編
- 止まらない潮吹き 加速するパーフェクトボディSEX（9月28日、マックス・エー）
- 美セクシーボディSEX（10月26日、マックス・エー）
- 暴走覚醒 熱撮 イキ汗 至高のSEX（11月23日、マックス・エー）
- オグナナのヤリたいヤリすぎ◆男優オーディション!!（12月28日、マックス・エー）

2013年
- 10本抜くまで帰れまテン！！（1月11日、マックス・エー）
- 1泊10発 ハメ過ぎSEXトラベラー（2月8日、マックス・エー）
- ジャパニーズSEXシンボル（3月8日、マックス・エー）
- ALL3P×4FUCK SEXカーニバル!!（4月12日、マックス・エー）
- オトナの保健室 得意な指導はチ○ポのアイシング◆（5月10日、マックス・エー）
- デビュー3周年記念！10プレイ4時間！！ ナチュラルSEXモンスター（6月14日、マックス・エー）
- ノンストップ48手FUCK（7月12日、マックス・エー）
- 女教師狩り（8月9日、マックス・エー）
- 四六時中ヤッてたい！ もしもオグナナが○○だったら（9月13日、マックス・エー）
- 制服狩り（10月11日、マックス・エー）
- 黒GAL×小倉奈々（11月8日、マックス・エー）
- 潮吹きガマン 露出セックス（12月13日、マックス・エー）
- 肉食系オンナ教師（12月27日、マックス・エー）

2014年
- 煩悩開放 どこでも欲しがるリアルSEX（1月10日、マックス・エー）
- 淫乱娘男狩り 発情痴女（2月14日、マックス・エー）
- 限界突破 イカセ狂い100連発（3月14日、マックス・エー）
- 痴漢×陵辱×映画館（4月11日、マックス・エー）
- 1発大量顔射×デカチン味くらべ（5月9日、マックス・エー）
- パンストLOVERS6本番（6月13日、マックス・エー）
- デビュー4周年の集大成！グランドファイナル6本番（7月11日、マックス・エー）

2015年
- 完全未公開 蔵出し最強SEX（12月11日、マックス・エー）

### イメージビデオ
2009年
- 昇天（5月22日、心交社）※ 岩戸志穂 名義
- 昇天 2（10月2日、心交社）※ 岩戸志穂 名義

2010年
- 初裸 virgin nude（7月15日、REbecca）
- デビュー前（8月4日、QH映像）

2011年
- エロキュート（1月28日、ERO CUTE）
- Nana（2月24日、REbecca）
- 妄想X S級女優の旬感エクスタシー 23（3月25日、ARK）
- REAL X REAL Xシリーズ（7月29日、Hi-Girl）
- エロキュート2（11月29日、ERO CUTE）

2012年
- Nana2 再臨の美乳天使（9月6日、REbecca）Blu-ray版
- ヌーディアン魂（12月14日、ヌーディアン魂）

### グラビア
- 撮り下ろしWEB写真集 「プライベートトリップ」XCITY（2010年、撮影：マキハラススム）
- ヌードWEBグラビア「GRAPHIS」（2010年10月10日）

## 出演

### テレビ番組
2010年
- 桃のささやき #7（9月29日初回放送、MONDO TV）
- おとなのびっくりクリニック2（10月4日 - 、日本海テレビ）10月マンスリーゲスト
- ヴィーナス・フューチャー #86（エンタ!371）
- きしめぐ。 #8~9（11月~12月、エンタ!371）共演：希志あいの
- ビートたけしのもう1回だけヤラせてTV（12月28日、TBS）

2011年
- 志村けんのバカ殿様スペシャル（1月、フジテレビ）ボンデージを着た町娘役
- ビ〜チ9（1月29日、テレビ埼玉）
- アメトーーク（3月3日、テレビ朝日）妄想シーン(VTR)出演
- あいのエチュード #3（3月、エンタ!371）共演：希志あいの
- 友情再確認の旅 たびとも 小倉奈々 × 加藤リナ（8月、エンタ!371）

### 映画
2010年
- ヤンキー女子高生6 ～八王子最強伝説～（GPミュージアム） - 姫乃櫻子 役

2011年
- くノ一関ヶ原 3D（クリエイティブアクザ） - 如月 役

### ラジオ
- LOVE MEETING（2011年9月-、FM-FUJI）

### パチンコ
- CRジューシーハニー（2014年12月、サンセイアールアンドディ）
- PジューシーハニーH（ハーレム）（2023年5月、サンセイアールアンドディ）

## 書籍

### 写真集
- OGUNANA（2011年1月21日、双葉社、撮影：山口勝己）ISBN 9784575302882
- Seven Dream（2011年6月25日、彩文館出版、撮影：上野勇）ISBN 978-4-7756-0505-9
- 完全記録 小倉奈々 Evergreen（2014年7月11日、双葉社、撮影：山口勝己）ISBN 978-4-575-30699-6

### モデル
- スーパー・ポーズブック ヌード編 （2012年4月19日、コスミック出版）
- スーパー・ポーズブック ヌード・バラエティ編  （2012年5月17日、コスミック出版）
- スーパー・ポーズブック ヌード●アナタノペット編 （2013年1月23日、コスミック出版）

### 雑誌
- 月刊DMM（2011年05月号、GOT）表紙
- Bejean （2011年6月号・2012年5月号、GOT）表紙、巻頭グラビア
- べっぴんDMM（2012年5月号、GOT）表紙
- ザ・ベストMAGAZINE Special（2012年5月号）表紙、巻頭グラビア